# 白沙灣譚華正海上活動中心
22°21′58″N 114°15′37″E / 22.36611°N 114.26028°E

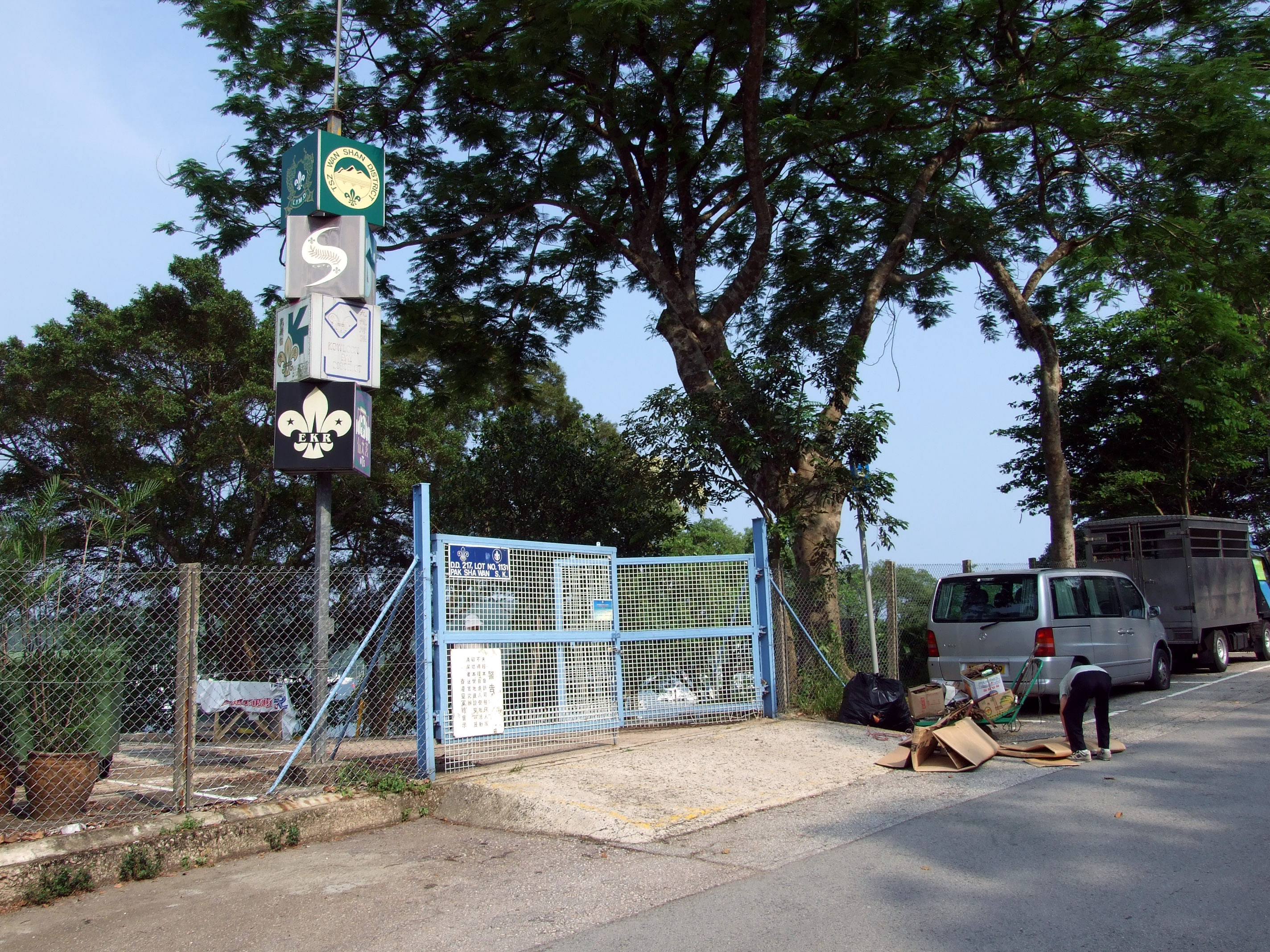
白沙灣譚華正海上活動中心入口

白沙灣譚華正海上中心（Pak Sha Wan T.W.C. Sea Activity Centre）是香港童軍一個海上活動中心，位於新界西貢區白沙灣西貢公路600號，鄰近白沙灣遊艇會，是一所兼備營舍及水上活動的營地，按地區計撥歸東九龍地域所管理。中心經常舉辦各類水上活動課程予童軍或非童軍人士參加，包括有獨木舟、風帆、龍舟、海上救生及童軍標準艇。現時該地為與政府以「私人遊樂場地契約」形成所擁有。
白沙灣海上活動中心為香港滑浪風帆會所認可的訓練中心；除了供本地童軍訓練外，亦有接待其他地區的團體共同開辦課程，例如曾與中華民國童軍舉辦海童軍服務員研習營，以及澳門國際青年奬勵計劃的「乘風破浪之旅」等。
由於本營地是以一專門提供水上活動和訓練為主要目的，有別於一般的渡假營舍，因此進場要求也相對嚴格，所有不打算參予任何水上活動的人士，一律不能走近水邊及靠近任何水上設備；參加水上活動的童軍使用者，均必須持有由香港童軍總會所發出的有效「海上活動紀錄冊」(sea log)，證明已通過由香港童軍總會所制定的水試要求，非童軍人士則需先證明已獲得認可的水試，或通過即場考驗後，再另行填寫「非會員來賓保證書」後才能參與，未達符要求的，可被要求離場並不獲發還已付費用。參與水上活動的人士，會要求須經常穿上助浮衣。

## 歷史
- 1978年：香港童軍總會正式向政府申請批地於白沙灣興建童軍水上訓練中心。
- 1980年4月22日，香港童軍總會東九龍地域與政府簽署了白沙灣海上活動中心之土地契約。[6]。
- 1981年，第一期工程已經完成。
- 1983年，第二期工程完成，正式運作[7]。
- 1988年8月，第三期計劃之扶輪樓正式啟用，白沙灣海上活動中心亦改名白沙灣譚華正海上活動中心，以表示對主要捐款者譚華正先生的致意。[6]
- 1994年，活動與露營場地工程落成。
- 1996年，完成飯堂上蓋工程，另獲香港賽馬會撥款74萬，購置各級帆船。
- 2000年，白沙灣譚華正海上活動中心更換中央冷氣系統及翻新碼頭平台工程。
- 2009年9月30日：首個由香港童軍總會氣象組所設立的自動氣象站開始投入運作[8][9]。
- 2010年1月5日：與位於洞梓童軍中心內的自動氣象站被香港天文台納入為「社區天氣資訊網絡」，編號為73。[10]

## 設施
本營舍的室內設施施均集中於營內的行政大樓，除了辦公室外，也是營舍、禮堂、會議室及活動室所在地，共設有5間不同大小的團體營舍，最多可容納60人；室外則有2個露營區，可供100人使用。有別於一般的營舍，這裏不設飯堂，行政樓內有小型廚房可供煮食；亦可選擇露營區燒烤或戶外煮食；甚至容許離開營區前往附近市集或西貢等地用膳以鼓勵原地消費，但須於閉門時間前返回營地。

## 交通
可於港鐵彩虹站往牛池灣街市出口乘搭專線小巴1A或九巴92,96R，沿清水灣道至西貢公路，經過匡湖居後約五分鐘車程便可抵達。

## 軼事
2010年，1名當時就讀中六（高中三年級）的學生於白沙灣海上活動中心參與一個宗教營時，於浴室內利用手提電話拍攝一名女生洗澡，識破後被捕，最後被判需接受感化令。
而位於營舍外的公眾停車場，過往亦發生多宗嚴重罪案，其中以案發於2002年聖誕節，一名時任經理的男子，在營地外的停車場非禮女同事的一案尤為轟動。而停車場長期被霸佔，因而引來刑事破壞事件。

## 外部連結
- 白沙灣譚華正海上活動中心官方網站資料 （页面存档备份，存于）